# Донузлавская ВЭС
Донузлавская ВЭС (укр. Донузлавська ВЕС) — ветряная электростанция, расположенная на территории Сакского района (Крым). Ближайший населённый пункт — Новоозёрное.

## Структура предприятия
Государственное предприятие «Донузлавская ветряная электростанция» представлено тремя ветряными электростанциями и 97 ветроустановками, расположенными в Крыму:
- Донузлавская ВЭС (у Новоозёрного) мощностью 2.9 МВт (39 ВЭУ типа USW 56-100);
- Судакская ВЭС (мыс Меганом, у Судака) мощностью 6.3 МВт (58 ВЭУ типа USW 56-100);
- Черноморская ВЭС (участок Тарханкутской ВЭС, у Новосельского) мощностью 1.2 МВт[5] (2 ВЭУ типа Т 600-48).

## История
Проект был реализован по программе Л. Д. Кучмы, но с использованием устаревших ветроустановок. Строительство ВЭС началось в 1992 году. 6 мая 1993 года были введены первые три ветроустаноновки типа USW 56-100 мощностью по 107,5 кВт.  
С 2001 по 2003 - ПАО "Укргидропроект" (Харьков) руководил реконструкцией и расширением электростанции: 
- Судакский участок Донузлавской ВЭС, 5-я очередь, Украина: установленная мощность 5,0 МВт, выработка электроэнергии 8852 МВт.ч/год, Рабочий проект, 2001, (введен в 2002)
- Судакский участок Донузлавской ветроэлектростанции, 6-я очередь, Украина: установленная мощность 6,3 МВт, выработка электроэнергии 13654 МВт.ч/год; Рабочий проект, 2002 (введен в 2003)
- Расширение Судакского участка Донузлавской ветроэлектростанции, Украина: установленная мощность 50,0 МВт, выработка электроэнергии 90345 МВт.ч/год; ТЭО, 2002.[6]

Среднее количество работников предприятия в 2004–2005 годах составляло 81 человек. 14 ноября 2008 года Министерство топлива и энергетики Украины приняло решение о вхождении предприятия в состав НАЭК «Энергоатом», а в декабре того же года было создано отдельное одноименное подразделение в составе национальной компании. ГП «Донузлавская ветряная электростанция» осуществляет строительство и эксплуатацию ветровых электростанций в Крыму. 
За первое полугодие 2010 года было отремонтировано 46 из 97 ветроагрегатов (всех трех электростанций ГП «Донузлавская ветряная электростанция») типа USW-56-100, что позволило выработать за этот же период 1,389 млн. кВт-ч электроэнергии. При этом коэффициент установленной мощности агрегатов за отчетный период составил 3.1 %. 
Производство электроэнергии Донузлавской ВЭС в январе 2012 года увеличилось в 3.3 раза по сравнению с январем 2011 года — до 1 млн. кВт-ч. 